# William Wade (Filmtechniker)
William Wade (* 19. oder 20. Jahrhundert; † 30. April 1984) war ein US-amerikanischer Film-Techniker, Erfinder und Filmschaffender, der der 1957 mit einem Oscar für technische Verdienste geehrt wurde.
Wade wurde bei den 29. Annual Academy Awards gemeinsam mit Daniel J. Bloomberg und John Pond und dem Engineering and Camera Departments of Republic Studio, wo sie seinerzeit beschäftigt waren, mit einem Technical Achievement Award ausgezeichnet. Sie erhielten die Auszeichnung „für die Anpassung der Naturama-Breitbild-Technik an eine Kamera der Mitchell Camera Corporation“ („for the Naturama adaptation to the Mitchell camera“). Bei dem Preis handelt es sich um eine sogenannte Class III-Auszeichnung, da die Preisträger keine Oscar-Statuette (Class I) oder Oscar-Plakette (Class II) erhalten, sondern ein Oscar-Zertifikat.
Wie Wades Leben und seine berufliche Laufbahn sich im Einzelnen gestalteten, konnte nicht in Erfahrung gebracht werden.